# Милан Мачван
Милан Мачван (Вуковар, 16. новембар 1989) бивши је српски кошаркаш. Играо је на позицији крилног центра.

## Клупска каријера
Мачван је рођен у Вуковару, али је због рата морао да напусти родни град, па је са мајком један период провео у Новом Саду. Касније се вратио у Вуковар, где је са шест година почео да тренира кошарку у истоименом клубу. Ипак убрзо се са породицом поново сели, овога пута у Бачку Паланку. Тамо је Мачван тренирао у екипи Дунава.
Када је имао 13 година, на једном кошаркашком кампу га је запазио Милован Булатовић, тренер млађих селекција у ФМП-у. На позив овог тренера, Мачван се сели у Београд и почиње да наступа у млађим категоријама ФМП-а. Са јуниорима ФМП-а у сезони 2006/07. стиже до финала јуниорске Евролиге, где су поражени од Жалгириса. Мачван је у финалној утакмици забележио 28 поена и 15 скокова. Првом тиму ФМП-а је прикључен у сезони 2007/08. код тренера Владе Вукоичића. Одиграо је пет утакмица за ФМП на почетку такмичарске 2007/08. у Јадранској лиги. С обзиром да Мачван није имао професионални уговор са екипом ФМП-а, јер је био малолетан, у децембру 2007, недуго након што је постао пунолетан, потписује четворогодишњи уговор са вршачким Хемофармом, који је ФМП-у платио минимално прописано обештећење од 150.000 евра.
Мачван је у екипи Хемофарма провео три године (децембар 2007—децембар 2010). Током тог периода тренирала су га четворица тренера — Мирослав Николић, Влада Вукоичић, Стеван Караџић и Жељко Лукајић. Мачван је у неколико наврата са Хемофармом стизао до завршница како домаћег тако и регионалног такмичења, али ипак није освојио трофеј. Био је најкориснији играч свог клуба по индексу корисности у Јадранској лиги у две узастопне сезоне — 2008/09, 2009/10,  док је у сезони 2010/11. био најкориснији играч целе лиге до момента одласка у децембру 2010. Са вршачким клубом је у сезони 2008/09. стигао до полуфинала УЛЕБ купа (данашњи Еврокуп) где су поражени од Лијетувос ритаса. У овој сезони Мачван је пружао запажене партије у УЛЕБ купу, па је у марту 2009. добио награду „Звезда у успону”, која се додељује најбољем младом играчу у сезони.
У априлу 2009. је наступао на Најк хуп самиту у Портланду, утакмици на којој играју млади играчи из САД против играча из остатка света. Мачван је предводио светску селекцију јуниора у победи над јуниорским саставом САД 97:89. Он је меч завршио са 23 поена, 14 скокова и шест асистенција, и био је најкориснији играч утакмице. Била је то прва победа екипе света након 1998. године када је за њих наступао Дирк Новицки.
У децембру 2010. напушта Хемофарм и прелази у Макаби из Тел Авива. Потписао је уговор у трајању од четири и по године (до лета 2015). Мачван је у дресу израелског клуба дебитовао у Евролиги, али тренер Дејвид Блат му није давао велику минутажу. На 12 одиграних утакмица у најјачем клупском европском такмичењу, бележио је просечно тек 3,5 поена по мечу. Макаби је у сезони 2010/11. стигао до финала Евролиге, где је поражен од Панатинаикоса, a Мачван је у финалној утакмици провео 12 минута на паркету, уз три постигнута поена. Српски кошаркаш је са Макабијем освојио два трофеја, прво у фебруару 2011. национални Куп, а потом у мају исте године и титулу првака Израела.
На НБА драфту 2011. је одабран као 54. пик од стране Кливленд кавалирса.
У октобру 2011. Макаби га шаље на једногодишњу позајмицу у Партизан. Мачван је са црно-белима у сезони 2011/12. освојио титулу првака Србије и Куп Радивоја Кораћа. Наступао је и у Евролиги где је на 10 одиграних утакмица бележио просечно 15,3 поена и 8,2 скока по мечу.
У јулу 2012. раскида уговор са Макабијем и потписује двогодишњи уговор са екипом Галатасараја. Мачванов бивши клуб Макаби добио је као обештећење 250.000 евра. Мачван је са екипом Галатасараја у сезони 2012/13. освојио титулу првака Турске. Након две сезоне је напустио клуб.
У октобру 2014. се вратио у Партизан, потписавши уговор до краја сезоне. Мачван са црно-белима у сезони 2014/15. није освојио ниједан трофеј. Партизан је у овој сезони први пут након 13 година остао без титуле првака државе, након пораза од Црвене звезде у финалној серији Суперлиге Србије. Ипак и поред пораза, Мачван је добио награде за најкориснијег играча и најбољег стрелца финалне серије. Он је у три дуела са Црвеном звездом сакупио укупно 65 индексних поена, постигао 46 поена и забележио по 33 скокова, четири асистенције и 19 изнуђених фаулова. Од истог противника Партизан је елиминисан и у полуфиналима Купа Радивоја Кораћа и Јадранске лиге, док су у Еврокупу црно-бели елиминисани већ након прве фазе. Мачван је уврштен у идеалну петорку Јадранске лиге за сезону 2014/15, након што је бележио просечно 11,4 поена, 7,2 скока и 2,7 асистенције по мечу.
У јулу 2015. потписује двогодишњи уговор са Олимпијом из Милана. У екипи коју је водио Јасмин Репеша, Мачван је провео наредне две сезоне, током којих је освојио једну титулу првака Италије (2015/16), један Суперкуп (2016) као и два трофеја Купа Италије (2016, 2017).
У јулу 2017. потписује двогодишњи уговор са Бајерн Минхеном, на чијој клупи је седео Александар Ђорђевић. У јануару 2018, на утакмици Еврокупа против Зенита у Санкт Петербургу, Мачван је доживео тешку повреду колена због које је пропустио остатак сезоне 2017/18. Бајерн је у овој сезони освојио Бундеслигу и Куп Немачке, па је тако Мачван освојио још два трофеја у својој каријери, иако због повреде није могао да игра у одлучујућим утакмицама. Након шестомесечне паузе, Мачван се лета 2018. прикључио припремама Бајерна код тренера Дејана Радоњића (заменио Ђорђевића у марту 2018). Ипак у септембру 2018. обнавља повреду колена, након чега пропушта целу 2018/19. сезону.
У јулу 2019. одлази у Јапан и потписује за екипу Токио Алварк, код тренера Луке Павићевића. У септембру 2019. са екипом Токија осваја Куп шампиона Азије, а том успеху је значајно допринео јер је у финалној утакмици са Ал Ријадијем постигао 20 поена, ухватио осам лопти и поделио шест асистенција. У првенству Јапана је одиграо 20 утакмица на којима је бележио просечно 15 поена по мечу. Због пандемије корона вируса у марту 2020. је првенство Јапана отказано, а Токио Алварк је проглашен шампионом своје конференције.
Мачван је 1. јуна 2020. објавио да завршава играчку каријеру.

## Репрезентација

### Млађе категорије
Са репрезентацијом Србије до 19 година је освојио Светско првенство 2007. године у Новом Саду. Мачван је на том првенству проглашен за најкориснијег играча, иако је био годину дана млађи од конкуренције. Постигао је 19 поена и забележио 10 скокова у финалној утакмици са репрезентацијом САД, за коју су између осталих играли Стеф Кари, Деандре Џордан... Истог лета је са својом генерацијом, репрезентацијом до 18 година, освојио златну медаљу на Европском првенству у Шпанији. Мачван је у финалној утакмици против Грчке постигао 32 поена уз 14 скокова.
У августу 2008. са репрезентацијом до 20 година осваја Европско првенство у Летонији. Мачван је и на овом турниру пружао запажене партије, а у финалној утакмици са Литванијом је постигао 31 поен. Лета 2009. са универзитетском селекцијом осваја златну медаљу на Универзијади у Београду.

### Сениори
Након добрих партија у универзитетском тиму, селектор Душан Ивковић позвао је њега, и још четворицу саиграча, на припреме сениорске репрезентације за Европско првенство 2009. у Пољској. Мачван је успео да избори своје место међу првих дванаест и буде део тима који је освојио сребрну медаљу на Европском првенству.
Наступао је и на Светском првенству 2010. у Турској као и на Европском првенству 2011. у Литванији где национални тим није освојио медаљу. Током лета 2012. је играо и у квалификацијама за Европско првенство 2013. у Словенији. Лета 2013. селектор Ивковић га је уврстио на списак играча за ЕП 2013, али Мачван се није појавио на прозивци играча.
Мачван се нашао на ширем списку новог селектора Александра Ђорђевића за Светско првенство 2014. у Кини, али је ипак отпао при првом скраћивању списка. Наредне 2015. године се поново нашао на ширем списку селектора Ђорђевића за Европско првенство, али је опет отпао при првом скраћивању списка. Након три године паузе, Мачван је коначно заиграо за национални тим лета 2016. Због повреде је пропустио квалификациони турнир за Олимпијске игре, али је заиграо на Олимпијском турниру у Рију где је освојио сребрну медаљу.
Као капитен је предводио репрезентацију на Европском првенству 2017. године где је освојена сребрна медаља након пораза у финалу од Словеније. Због повреде је пропустио целу сезону 2018/19, па је у договору са селектором Ђорђевићем одлучено да пропусти и Светско првенство 2019. у Кини.

## Успеси

### Клупски
- Макаби Тел Авив:
  - Првенство Израела (1): 2010/11.
  - Куп Израела (1): 2011.
- Партизан:
  - Првенство Србије (1): 2011/12.
  - Куп Радивоја Кораћа (1): 2012.
- Галатасарај:
  - Првенство Турске (1): 2012/13.
- Олимпија Милано:
  - Првенство Италије (1): 2015/16.
  - Куп Италије (2): 2016, 2017.
  - Суперкуп Италије (1): 2016.
- Бајерн Минхен:
  - Првенство Немачке (1): 2017/18.
  - Куп Немачке (1): 2018.
- Токио Алварк:
  - ФИБА Куп шампиона Азије (1): 2019.

### Репрезентативни
- Олимпијске игре:  2016.
- Европско првенство:  2009, 2017.
- Универзијада:  2009.
- Светско првенство до 19 година:  2007.
- Европско првенство до 18 година:  2007.
- Европско првенство до 20 година:  2008.

### Појединачни
- Звезда у успону УЛЕБ Еврокупа (1): 2008/09.
- Најкориснији играч финала Првенства Србије (1): 2014/15.
- Идеална стартна петорка Јадранске лиге (1): 2014/15.
- Најкориснији играч Светског првенства до 19 година (1): 2007.
- Најбољи млади спортиста Србије у избору листа „Спорт” (1): 2007.